# 新羅征討計画
新羅征討計画（しらぎせいとうけいかく）では、古代の日本における新羅征討計画について概説する。
飛鳥時代より以前については、三韓征伐を参照のこと。

## 推古朝の新羅征討
日本書紀によれば、飛鳥時代にも朝鮮半島への軍事行動が計画された。西暦562年、任那日本府が新羅によって滅ばされた。これを回復するための「征討軍」が推古朝に3度、計画され、1度目は新羅へ侵攻し、新羅は降伏している。

### 第1次新羅征討
1度目は推古8年（西暦600年）2月で、任那を救援するために新羅へ出兵した。蘇我氏の一族である境部摩理勢（境部臣）が征新羅大将軍に任命され、副将軍は穂積祖足（穂積臣）であった。五つの城が攻略され、新羅は降伏した。さらに、多多羅（たたら）、素奈羅（すなら）、弗知鬼（ほちくい）、委陀（わだ）、南迦羅（ありひしのから）、阿羅々（あらら）の6つの城が攻略された。難波吉士神（なにわのきしみわ）を新羅に派遣し、また難波吉士木蓮子（なにわのきしいたび）を任那に派遣し、両国が倭国に朝貢を約させた。しかし、倭国の軍が帰国したのち、新羅はまた任那へ侵攻した。
翌推古9年（601年）3月には、大伴連囓（おほとものむらじくひ）を高麗（こま）に派遣し、坂本臣糠手（さかもとのおみあらて）を百済へ派遣し、任那救援を命じた。
推古9年（601年）9月8日、新羅の間諜（うかみ。スパイのこと）である迦摩多（かまた）が対馬に上陸したところ、捕えられて、上野国に送還された11月5日、新羅への第二次征討計画が図られる。

### 第2次計画
推古10年（602年）2月、聖徳太子の弟来目皇子が征討将軍として軍2万5千を授けられる。4月に軍を率いて筑紫国に至り、島郡に屯営した。6月3日、百済より大伴連囓と坂本臣糠手が帰国する。しかし、来目皇子が病を得て新羅への進軍を延期とした。なお、10月に百済の僧侶観勒が倭国に訪れる。
来目皇子は、征討を果たせぬまま、翌推古11年（603年）2月4日、筑紫にて薨去。来目皇子は、周防の娑婆（遺称地は山口県防府市桑山）に殯し、土師猪手がこれを管掌した。

### 第3次計画
推古11年（603年）4月、来目皇子の異母兄当麻皇子（たいまのみこ）が征討将軍に任命される。推古11年（603年）7月3日、難波より出航し、7月6日に播磨に到着するが、妻の舎人皇女が明石に薨去したため、当摩皇子は朝廷に帰還し、計画は潰えた。

## 藤原仲麻呂による新羅征討計画
天平宝字2年（758年）、唐で安禄山の乱が起きたとの報が日本にもたらされ、藤原仲麻呂は大宰府をはじめ諸国の防備を厳にすることを命じた。天平宝字3年（759年）新羅が日本の使節に無礼をはたらいたとして、仲麻呂は新羅征伐の準備をはじめさせた。軍船394隻、兵士4万700人を動員する本格的な遠征計画が立てられたが、この遠征は後の孝謙上皇と仲麻呂との不和により実行されずに終わった。